# Intrare (informatică)
În informatică, semnificația generală a intrării este să transmită sau ofere ceva calculatorului, cu alte cuvinte, când calculatorul sau dispozitivul primește o comandă sau semnnal din surse externe, evenimentului dat i se spune intrare către dispozitiv.